# Nhà thờ chính tòa Durham
Nhà thờ chính tòa Chúa Kitô, Đức Trinh nữ Maria và Thánh Cútbêtô thành Durham (tiếng Anh: The Cathedral Church of Christ, Blessed Mary the Virgin and St Cuthbert of Durham) thường được gọi là Nhà thờ chính tòa Durham (Durham Cathedral) là nơi có Đền Thánh Cútbêtô, là một đại giáo đường ở thành phố Durham, Anh, là trụ sở của Giáo phận Durham của Anh giáo. Giáo phận có từ năm 995, với nhà thờ chính tòa hiện nay được xây dựng năm 1093. Nhà thờ được coi là một trong những kiệt tác của kiến trúc Norman và đã được UNESCO liệt kê vào danh mục Di sản thế giới, cùng với gần Lâu đài Durham, đối diện với Cung điện Xanh.
Nhà thờ hiện nay thay thế "Nhà thờ Trắng" thế kỷ 10, được xây dựng như một phần của một nền tảng tu viện để chứa Đền Thánh Cútbêtô thành Lindisfarne. Hiện vật quý của Nhà thờ Durham bao gồm các thánh tích của Thánh Cútbêtô, đầu của Thánh Oswald xứ Northumbria và di hài của Thánh Bêđa Khả kính. Ngoài ra, thư viện chứa một trong các bộ hoàn thiện nhất của cuốn sách đầu in ở Anh, các ghi chép tu viện các tài khoản tu trước khi giải thể, và ba bản sao của Magna Carta.